# Deforestación en Costa Rica

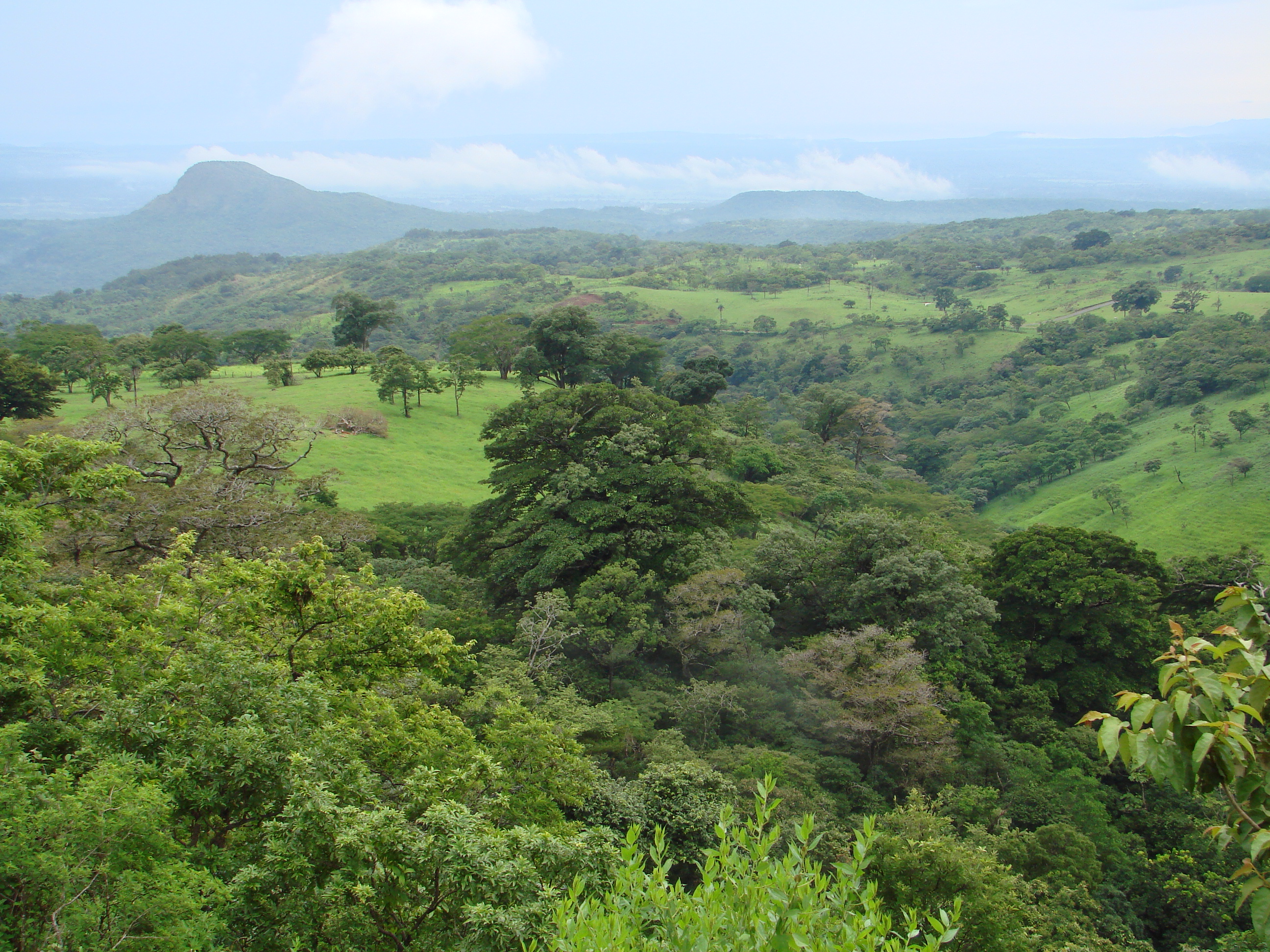
El paisaje tropical de Costa Rica

La deforestación es una gran amenaza para la biodiversidad y los ecosistemas en Costa Rica. El país tiene una rica biodiversidad con unas 12.000 especies de plantas, 1.239 especies de mariposas, 920 especies de aves, 440 especies de reptiles y anfibios y 250 especies de mamíferos, que han estado amenazadas por la deforestación.
La ganadería es la principal causa de la deforestación en Costa Rica.

## Causas
La deforestación en Costa Rica tiene un impacto grave en el medio ambiente y, por lo tanto, puede contribuir directa o indirectamente a las inundaciones, la desertificación, la sedimentación de los ríos, la pérdida de la diversidad de la vida silvestre y la obvia pérdida total de madera. Desde el final de la Segunda Guerra Mundial, aproximadamente el 80% de los bosques de Costa Rica han desaparecido. Aproximadamente 8.100ha de tierra se deforestan anualmente; en la década de 1990, el país tenía una de las peores tasas de deforestación de Centroamérica. 
Desde la década de 1950, aproximadamente el 60% de Costa Rica ha sido despejado para dar cabida a la ganadería. El problema se agravó  durante la década de 1960, cuando Estados Unidos ofreció a los ganaderos costarricenses millones de dólares en préstamos para producir carne. La deforestación de las selvas tropicales de Costa Rica como en otros países es una amenaza para la vida en todo el mundo con una tasa creciente de banano que deja poco espacio para los simios de Costa Rica con un profundo efecto en el clima global. La erosión del suelo ha aumentado con la deforestación con la capa superficial del suelo arrastrada desde las colinas hacia los arroyos y hacia los océanos, año tras año. 

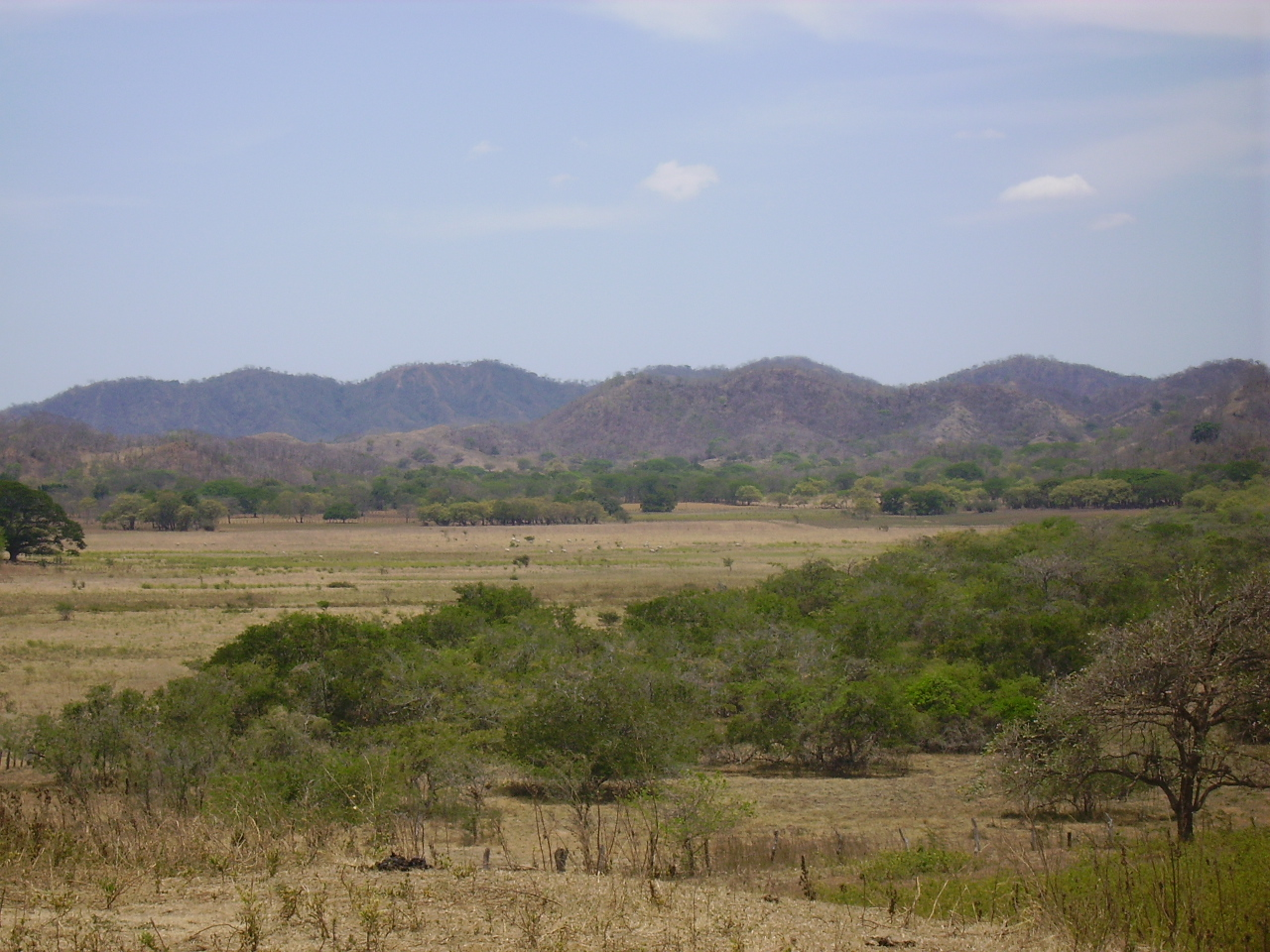
Tierra desnuda en Guanacasteca.

Más de la mitad de la cobertura forestal actual de Costa Rica está bajo la protección de parques nacionales, reservas biológicas o refugios de vida silvestre. Sin embargo, el mayor problema con respecto a la deforestación son las parcelas de propiedad privada que ocupan la otra mitad. Las leyes indulgentes sobre la tierra y las enmiendas a la ley forestal facilitan la obtención de concesiones de tala a medida que los propietarios explotan la tierra para maximizar los ingresos. 
A medida que las empresas madereras ingresan a estos bosques para explotarlos, necesitan caminos de acceso para transportar la madera. Las plantaciones de banano también han contribuido significativamente al problema. La selva tropical de tierras bajas ha sido más afectada donde 130 000 acres (526,1 km²)     de tierras anteriormente forestadas (principalmente en las regiones del Atlántico y del Norte) se han eliminado. Estas industrias han sido sinónimo de riesgos para la salud, en particular los altos niveles de pesticidas tóxicos que afectaron a miles de trabajadores de las plantaciones en toda América Central en la década de 1970. 
Los pesticidas que se utilizan para cultivar bananas y otras frutas como mangos y cítricos pueden ingresar a los sistemas hidrológicos y contaminar el agua. La remoción del bosque para dar paso a estas plantaciones de frutas también puede alterar el equilibrio de nutrientes en el suelo y, a través del monocultivo, agotar los suelos y hacerlos insostenibles.
Aunque la mayoría de las plantaciones más grandes de Costa Rica pertenecen a grandes empresas, a menudo multinacionales, la presión demográfica en Costa Rica ha aumentado la demanda de tierras entre los agricultores que se ven obligados a aventurarse en nuevas tierras para deforestar y cultivar y competir por trozos de tierra. . Si bien se han aprobado ciertas leyes de conservación en Costa Rica, el gobierno carece de los recursos para hacerlas cumplir. 
El estudio "Tala ilegal en Costa Rica" indica que el 54% de la población encuestada opinó que tanto la madera proveniente de la extracción ilegal como la extraída con autorización se transportan de la misma forma. A la luz del día, en horas hábiles, con guías y placas admitidas por la Administración Forestal del Estado (AFE) y pasando los puestos de control de carretera; el 43% opina que también se utilizan otros medios diferentes (Campos J. et al. 2001). 

### Disminución de la deforestación 1977-2004
La cantidad de tierra de Costa Rica deforestada anualmente ha disminuido desde 1977:
| Año  | Bosque despejado (mi) |
| ---- | --------------------- |
| 1977 | 52.000                |
| 1983 | 43.550                |
| 1985 | 42.000                |
| 1987 | 32.000                |
| 1991 | 17.947                |
| 1996 | 18.000                |
| 2000 | 3.033                 |
| 2004 | 4.737                 |

## Acciones contra la deforestación

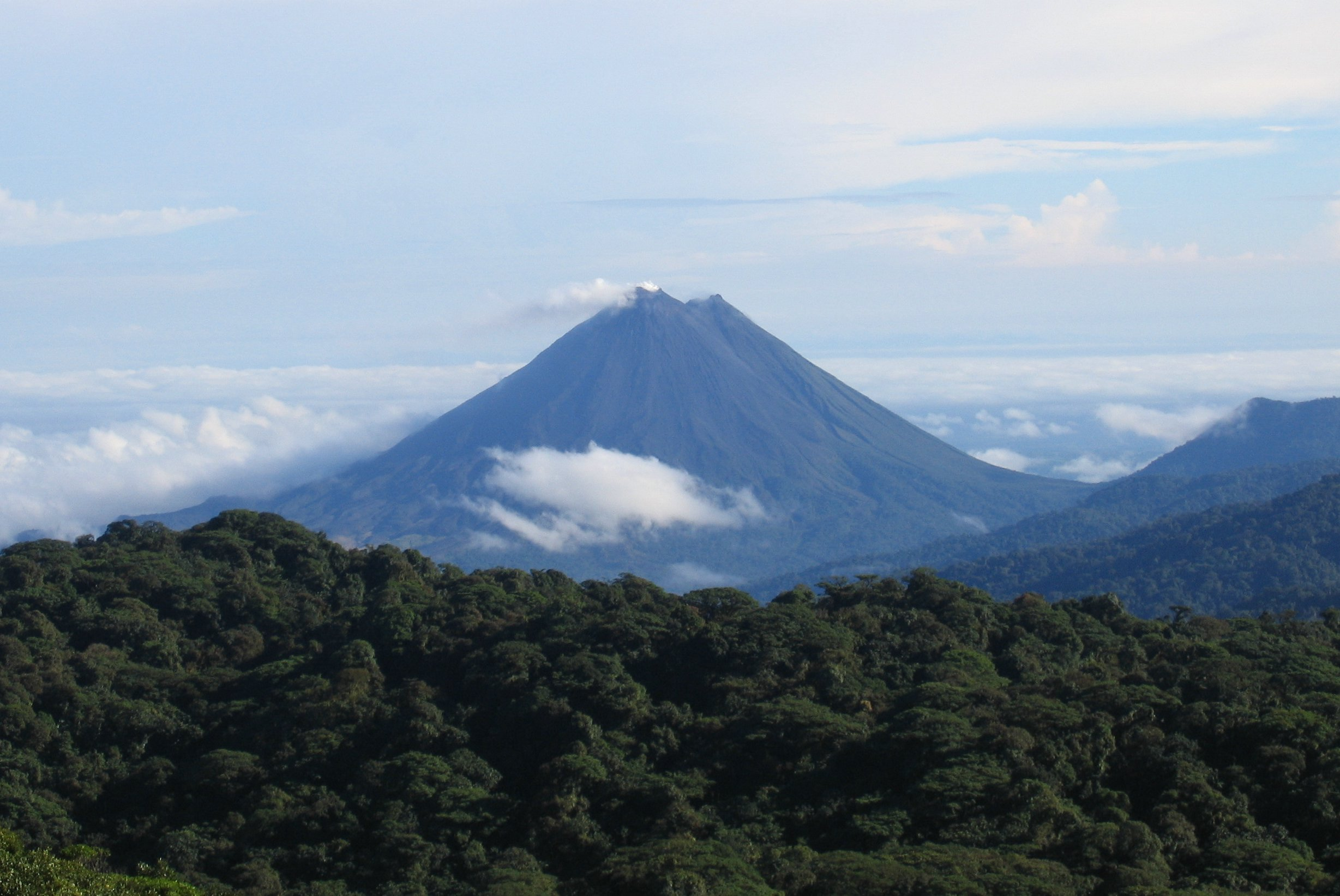
Los bosques del Parque Nacional Volcán Arenal.

El programa de conservación en Costa Rica es particularmente ambicioso y es uno de los más desarrollados entre los países con bosques tropicales. El país tiene un alto nivel de biodiversidad y diferentes ecozonas, incluso dentro de un área pequeña. Por ejemplo, una de las áreas protegidas del país es una franja de bosque que se extiende por 40 millas (64,4 km) a través de nueve zonas ecológicas desde el nivel del mar hasta 12 500 pies (3810,0 m). En 1995, el gobierno introdujo más áreas protegidas, y otro 13% del país quedó bajo protección a través de reservas de propiedad privada, particularmente aquellas con alta biodiversidad. 
El Proyecto Nacional de Bambú de Costa Rica fue fundado en 1986 para ayudar a disminuir la deforestación. El plan tiene como objetivo reducir la deforestación mediante la sustitución de la madera por bambú como material de construcción principal y la provisión de viviendas de bajo costo para la población rural pobre de Costa Rica. Al cultivar y construir con especies de Guadua, bambúes gigantes autóctonos, el Proyecto Nacional de Bambú pudo levantar miles de nuevos hogares para los pobres, beneficiar al medio ambiente y promover la tecnología de construcción basada en bambú.
En varias partes de Costa Rica, ahora se han reforestado áreas que estaban desnudas hace diez años. Muchas organizaciones conservacionistas no gubernamentales están trabajando en el país para prevenir la deforestación y promover estos esfuerzos de preservación y restauración. El país también se ha aprovechado significativamente del ecoturismo, tomando la iniciativa de recaudar ingresos a través del turismo sin dejar de proteger los bosques. Hoy, mientras que las tasas de deforestación han disminuido mucho desde la década de 1990 con mayores esfuerzos de conservación y tales esquemas, los bosques restantes aún enfrentan amenazas de tala ilegal incluso en áreas protegidas y tierras despejadas para agricultura y pastoreo de ganado en áreas no protegidas. La corrupción existe en Costa Rica, pero este problema es mucho menor que en muchos otros países latinoamericanos. 

### Esfuerzos de descentralización

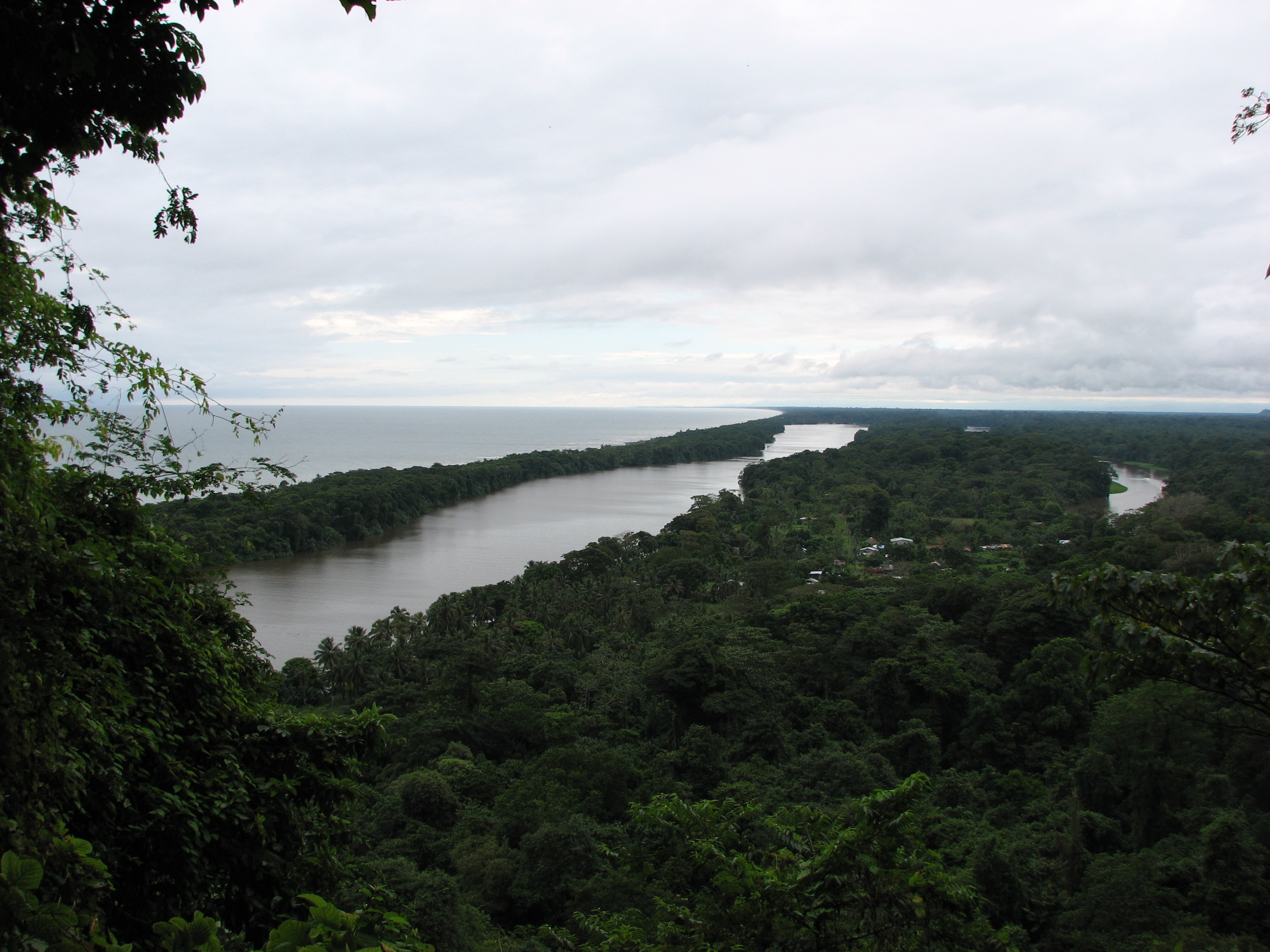
Uno de los muchos parques nacionales de Costa Rica para proteger la biodiversidad y la pérdida de hábitat, el Parque Nacional Tortuguero.

En Costa Rica se está practicando una toma de decisiones descentralizada para mejorar la gestión de áreas protegidas y la conservación de la biodiversidad. Costa Rica se destaca entre todos los países tropicales en desarrollo por su compromiso con las cuestiones ambientales y de recursos naturales. El gobierno central ha desarrollado un sistema de áreas protegidas que ha otorgado algún tipo de estatus de protección al 25% de su territorio nacional. A mediados de los noventa, el gobierno de Costa Rica comenzó a descentralizar la gestión y la toma de decisiones de todas las áreas protegidas del país para promover la gobernanza de la conservación de la biodiversidad a nivel local. Todas las áreas protegidas se agruparon en once unidades administrativas regionales y se etiquetaron como áreas de conservación. El gobierno central otorgó a cada área de conservación la autoridad para ejercer grados significativos de autonomía para diseñar e implementar políticas para el manejo de las áreas protegidas bajo su jurisdicción.   

### Pago por servicios ambientales
El programa de pago por servicios ambientales de Costa Rica se estableció en 1997 y fue el primer programa de PSA que se implementó a escala nacional. Llegó junto con la Ley Forestal 7575 de 1996, que dio prioridad a los servicios ambientales sobre otras actividades forestales, tales como la producción de madera, y que estableció el Fondo Nacional de Financiamiento Forestal, FONAFIFO. El PSA apareció luego de varios años de diferentes programas ambientales en Costa Rica, incluyendo el Certificado de Abono Forestal (CAF) de 1986 y el Certificado para la Protección del Bosque (CPB) de 1995. Una de las razones principales para establecer el programa de PSA fue reformular los subsidios de conservación como pagos por servicios. Reconoció explícitamente cuatro servicios ambientales: mitigación de emisiones de gases de efecto invernadero, servicios hidrológicos, protección de la biodiversidad y provisión de belleza escénica. Durante los primeros años del programa PSA, de 2001 a 2006, fue financiado por un préstamo del Banco Mundial y una subvención del Fondo para el Medio Ambiente Mundial (FMAM) bajo el nombre de proyecto "Ecomarkets". De 2007 a 2014, el Banco Mundial renovó su apoyo al programa a través de un nuevo proyecto llamado "Integración de instrumentos basados en el mercado para la gestión ambiental". Este apoyo también generó el Fondo de Biodiversidad Sostenible (FBS) de FONAFIFO, diseñado para apuntar a los programas de PSA a propietarios de pequeños terrenos, comunidades indígenas y comunidades con bajas tasas de desarrollo.
El financiamiento de las actividades de PSA se realizó inicialmente en parte a través de un impuesto al combustible establecido por la Ley Forestal 7575. El impuesto se usó para apuntar flexiblemente a áreas ecológicamente importantes. En 2006 se introdujo una tarifa de agua para proporcionar fondos adicionales. La tarifa del agua tiene una aplicación relativamente limitada en comparación con el impuesto al combustible. Según la tarifa del agua, los titulares de concesiones de agua pagan tarifas, una parte de la cual se transfiere para su uso en el PSA exclusivamente dentro de la cuenca en la que se generaron los ingresos. Esto elimina la posibilidad de que los ingresos se distribuyan según sea necesario y ha sido criticado por concentrar fondos en áreas seleccionadas, a pesar de su importancia ecológica relativamente baja.
FONAFIFO actúa como una organización intermediaria semiautónoma entre compradores de servicios y vendedores de servicios. A partir de 2004, FONAFIFO había contratado a 11 compañías diferentes en agronegocios, energía hidroeléctrica, suministro municipal de agua y turismo para pagar los servicios de agua que reciben. Desde entonces, FONAFIFO ha llegado a acuerdos con varias compañías más.
A fines de 2005, el 95% de la tierra inscrita en el PSA de Costa Rica estaba bajo contratos de conservación forestal, cubriendo el 10% del país. Se estima que desde el inicio del programa hasta 2005, el área de cobertura forestal aumentó de 394,000 hectáreas a 2.45 millones de hectáreas. También se estima que el PSA evitó 11 millones de toneladas de emisiones de carbono entre 1999 y 2005. A pesar de estos éxitos, el PSA ha sido criticado por deficiencias críticas. Tal como está, el sistema de pago de PSA emplea un pago en efectivo a una tarifa plana para todos los propietarios de tierras participantes. Esto ha resultado en grandes extensiones de áreas ecológicamente de alto valor que no se han inscrito en el programa debido a que los costos de oportunidad más altos asociados para el cambio de uso de la tierra no se compensan adecuadamente con el esquema de pago de una tarifa plana. 